# Carex shinnersii
Carex shinnersii är en halvgräsart som beskrevs av P.Rothr. och Anton Albert Reznicek. Carex shinnersii ingår i släktet starrar, och familjen halvgräs. Inga underarter finns listade i Catalogue of Life.